# Victor Torp
Victor Torp (født 30. juli 1999) er en dansk fodboldspiller, der spiller for den engelske klub Coventry City.

## Klubkarriere
Victor Torp begyndte sin karriere i Lemvig GF, hvorefter han skiftede videre til Herning Elite, og senere blev han en del af talentakademiet i FC Midtjylland.

### FC Midtjylland
Victor Torp spillede for FC Midtjylland U/19, hvor efter han blev rykket op på 1. holdet.
I slutningen af juni 2018 blev Torp udlejet til 1. divisionsklubben FC Fredericia sammen med Sebastian Buch Jensen og Henry Uzochukwu. Han skrev under på en kontrakt gældende for 2018-19-sæsonen. Han spillede i efteråret 2018 19 kampe for førsteholdet, hvilket han af bold.dk fik ros for.
Ved træningslejren i februar 2019 blev han langtidskadet med en "betændelse i den nederste del af maven omkring skambenet", hvilket formentlig skyldtes en overbelastning, hvorefter han var ukampdygtig i tre måneder. Han trænede omkring sommerferien 2019 med i FC Midtjylland, men fik sidenhen konstateret sportsbrok med to operationer til følge. Han var ved vintertid i 2019 klar til at spille fodbold igen, men vejen til spilletid i FC Midtjylland var nu lang.
Den 27. januar 2020 blev det offentliggjort, at Torp blev udlejet til FC Fredericia for anden gang. Denne gang skrev han under på en aftale gældende for den resterende del af 2019-20-sæsonen. Han udtalte i forbindelse med lejeaftalen, at "lejeaftalen er i gåseøjne kun et halvt år, og derfor var FC Fredericia den perfekte løsning, fordi jeg kender klubben og spillerne, og de kender mig. Det talte i høj grad for min beslutning, at jeg havde så godt et indtryk af klubben".
Den 18. september 2020 kunne Lyngby Boldklub offentliggøre, at de lejede Victor Torp. I samme ombæring skrev han under på en femårig kontraktforlængelse med FC Midtjylland, og lejeaftalen med Lyngby Boldklub havde en varighed af et år.
Han scorede den 1. december 2020 sit første mål i Superligaen, da han scorede til 2-2 i ude mod FC København.